# Ahmed Isaiah
Ahmed Isaiah (Lagos, 10 ottobre 1995) è un calciatore nigeriano, centrocampista dell'Al-Quwa Al-Jawiya.

## Caratteristiche tecniche
È un centrocampista offensivo.

## Carriera
Cresciuto nel settore giovanile del Ribeirão, ha esordito fra i professionisti il 9 marzo 2014 disputando l'incontro del Campeonato de Portugal pareggiato 0-0 contro il Varzim. Ha trascorso nella terza serie portoghese anche le successive cinque stagioni con le maglie di Oliveirense, Vilaverdense e Gil Vicente per poi passare direttamente in Primeira Liga a seguito dell'ammissione di quest'ultima squadra nella massima divisione portoghese per via dell'annullamento di una sentenza del 2006.